# Hapsifera punctata
Hapsifera punctata är en fjärilsart som beskrevs av Petersen 1961. Hapsifera punctata ingår i släktet Hapsifera och familjen äkta malar. Inga underarter finns listade i Catalogue of Life.